# 日本サイクルスポーツセンター
日本サイクルスポーツセンター（にほんサイクルスポーツセンター、英語: Japan Cycle Sports Center）は、静岡県伊豆市（旧修善寺町）に所在する自転車競技のための施設および遊園地である。略称はCSC（Cycle Sports Center）。

## 概要
1965年6月21日に開設された。サイクルスポーツの普及を図る目的で建てられた施設であり、JKAなど競輪運営団体の寄付金や補助などで建設費や運営費がまかなわれている。
敷地は当初、モータースポーツ用サーキットとして計画されていた。その後紆余曲折を経て、日本競輪選手養成所（旧日本競輪学校）と同所の敷地となったが、時勢が変われば富士スピードウェイがここにできる可能性があった。これは『富士スピードウェイ・最初の40年』という書籍にも記載されている。
競輪選手を養成する日本競輪選手養成所に隣接しており、自転車関係者の間で修善寺といえば、この日本サイクルスポーツセンターか日本競輪選手養成所のどちらかを指す代名詞となっている。
東京オリンピックの自転車競技では、伊豆MTBコースの会場名で、クロスカントリーが実施された。ただし、同じ自転車競技であるBMXは、当地ではなく東京の有明アーバンスポーツパークで実施された。
オリンピック会場整備工事のため、2019年10月18日より遊園地ゾーン「自転車の国」は休園し、その間はパターゴルフ場のみの営業となっていた。「自転車の国」は原状回復工事が完了し、2022年3月18日よりリニューアルオープンし営業を再開した。

## 施設の特徴
主目的は自転車競技のための施設となっていることから、場内にはロード競技用5kmサーキット・トラックレース用400mピスト（走路）・MTB（マウンテンバイク）コースなどが設けられている。現役の競輪選手の中には当地をホームバンクとしている選手もおり、特に400mピストは競輪選手が頻繁に練習で使用しているほか、近くの日本競輪選手養成所の選手候補生が当地で走行訓練を行うこともある。
施設のうちロード競技用5kmサーキットとファミリーサーキット、MTBコースは一般開放されており、有料のレンタサイクルも用意されている。また、これらは有料で自転車の持ち込みも可能であるが、ロード競技用5kmサーキットでは身長140センチ以上、自転車は24インチ以上のタイヤかつ変速機なしに限るなど、それぞれのコース毎に幾つかの制限が設けられている。
施設ごとの貸し出しも行なっており、ロード用コースは自転車による一般的なレースだけでなく、自動車・オートバイなどの試乗会会場として使われることもあり、「カーグラフィックTV」(BS朝日) などでは撮影にも使われている。
これらのほか、以下にあるような各種の遊具施設も存在するが、施設としての方針から遊具のほとんどが人力で動かすものであり、その構造も自転車の技術が応用されたものとなっている。

### アトラクション
- おもしろ自転車 - ペダルやチェーンがない自転車や四輪自転車など変わった自転車を体験可能。
- ジャングルジム FUJISAN - 日本一の木製ジャングルジム。スカイコリドール跡地に設置。
- ふわふわドーム - トランポリン。サイクル電車の駅跡地に設置。
- スカイローラー - 全長300メートルのローラースライダー。
- アスレチック迷路 キャッスルアドベンチャー - 迷路。
- サイクルUFO - レールの上を走る自転車
- 水上自転車 - ペダルボート
- サイクルモノレール - 高さ4mのレールの上を走る自転車
- サイクルコースター - ジェットコースター
- サイクルゴーランド - メリーゴーランド
- 流水プール - プール
- 体育館 - バスケットボール、卓球、バレーボールなど

### サーキットコース
- MTBコース - マウンテンバイク用コース
- 5キロサーキット - 舗装路のコース
- BMXコース - 自転車モトクロス用コース
- ファミリーサーキット - 手軽に楽しめる舗装路のコース
- ストライダーパーク - ペダルがない自転車のストライダー用コース
- 伊豆ベロドローム - 日本初の屋内木製走路競技場。2010年5月に着工[4][5]。2011年9月29日に竣工し、10月1日オープン。同月14日から開かれた第14回全日本自転車競技選手権大会トラックレースが杮落し大会となった。2021年開催された東京オリンピックおよびパラリンピックでは、自転車競技のトラック種目の会場となった。

### その他施設
- 多目的ホール
- 宿泊所サイテル - 宿泊施設
- パターゴルフ
- 元気の森DAYキャンプ場 - 学校団体向け調理体験　日帰りキャンプ場
- サイクル温泉ゆーサロン（2014年5月31日をもって営業終了）[6] - 温泉設備

## 一般財団法人日本サイクルスポーツセンター
当施設は、一般財団法人日本サイクルスポーツセンターにより運営されている。一般財団法人日本サイクルスポーツセンターは、サイクルスポーツセンターの運営のほか、サイクルスポーツ普及イベントの開催、地域スポーツ等を振興するための活動、自転車競技者の強化・育成活動への協力、サイクルスポーツに必要な自転車等に関する調査研究、サイクルスポーツの安全な利用を確保する方策の研究を行なっている。

## 当地で開催される主な競技大会
- チャレンジサイクルロードレース大会
- 修善寺カップ女子オープン トラック&ロードレース大会

### 過去の大会
- ツアー・オブ・ジャパン（伊豆ステージ）
- 全日本チーム対抗自転車競技大会
- 第6回アジア自転車競技選手権大会（1973年）
- 経済産業大臣旗第44回全日本実業団対抗サイクルロードレース大会

## 交通アクセス
- 伊豆箱根鉄道修善寺駅より東海バス「サイクルスポーツセンター」行に乗車、終点で下車。
  - 運行は、土曜・休日の朝夕2本のみ。平日は通常は運行しないが、周辺の学校が休校日（主に春休み・夏休み・冬休みといった学校長期休暇中）に限り運行する。

- タクシー利用では、修善寺駅より約15分、またはJR東日本伊東線宇佐美駅より約30分。

## 関連画像

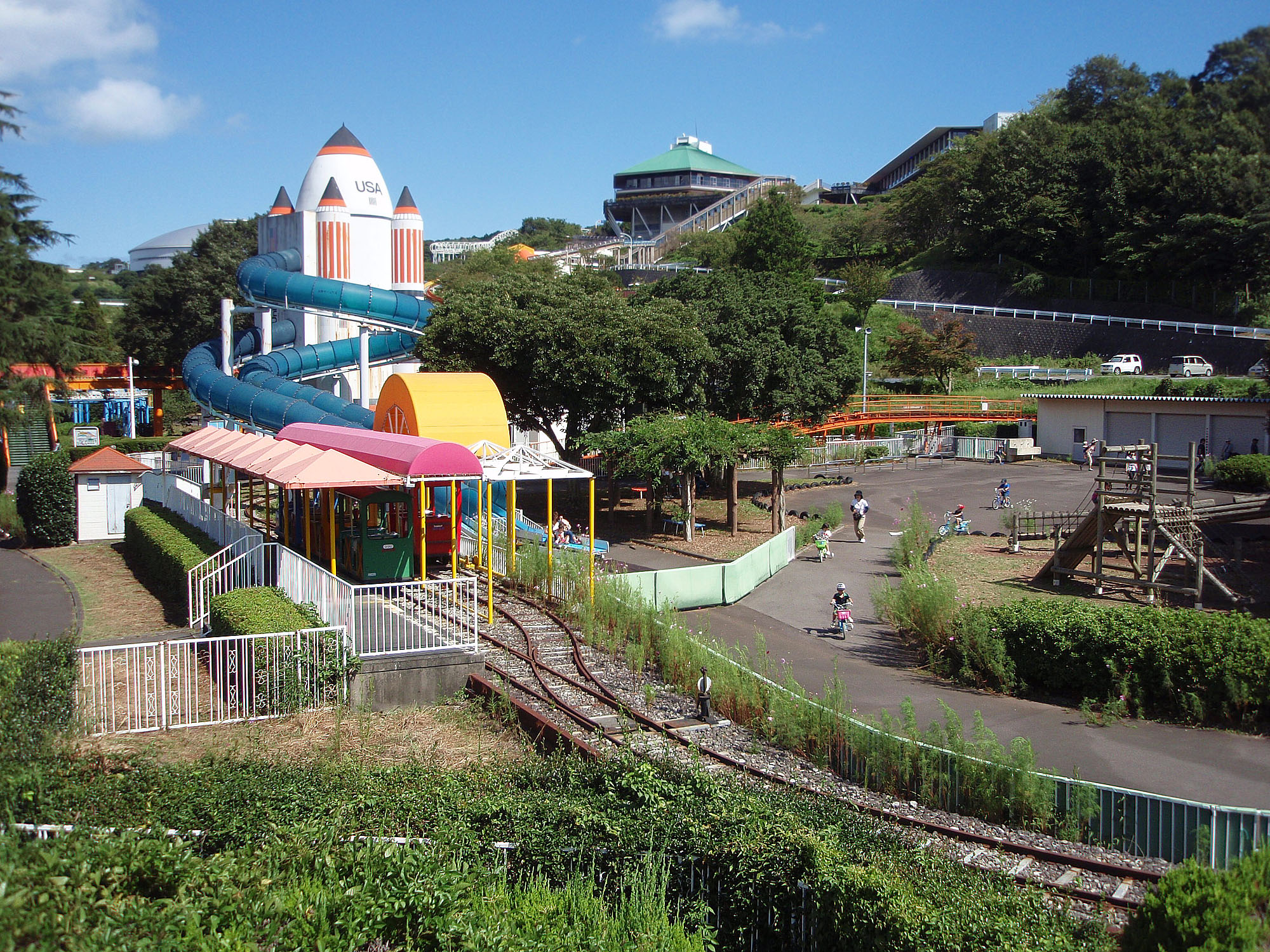
サイクル電車など
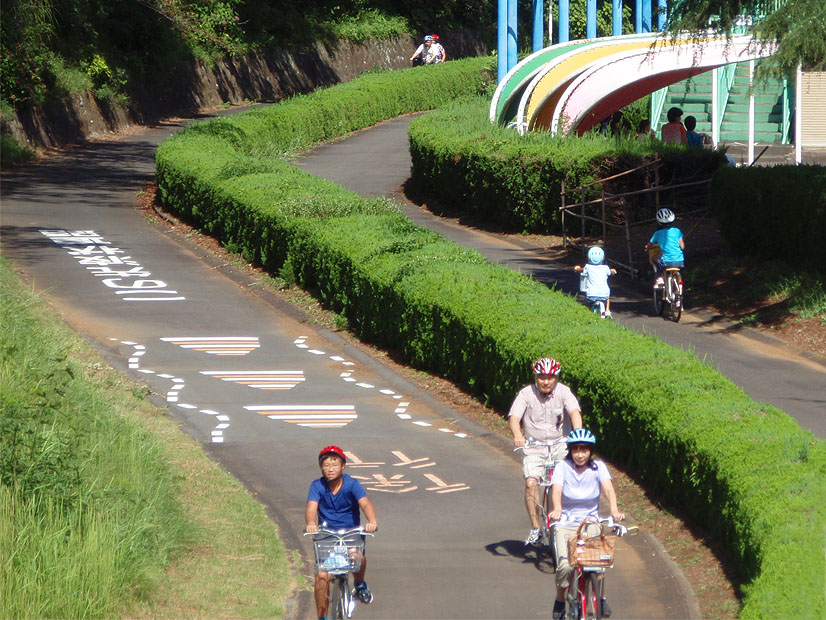
ファミリーサーキット
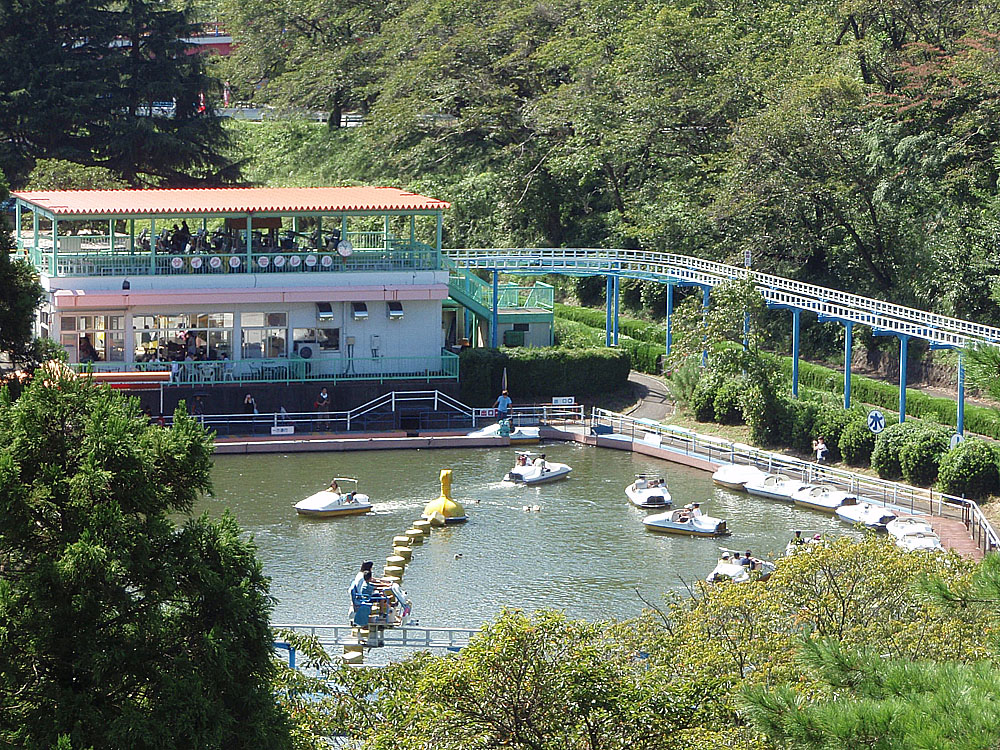
水上自転車など
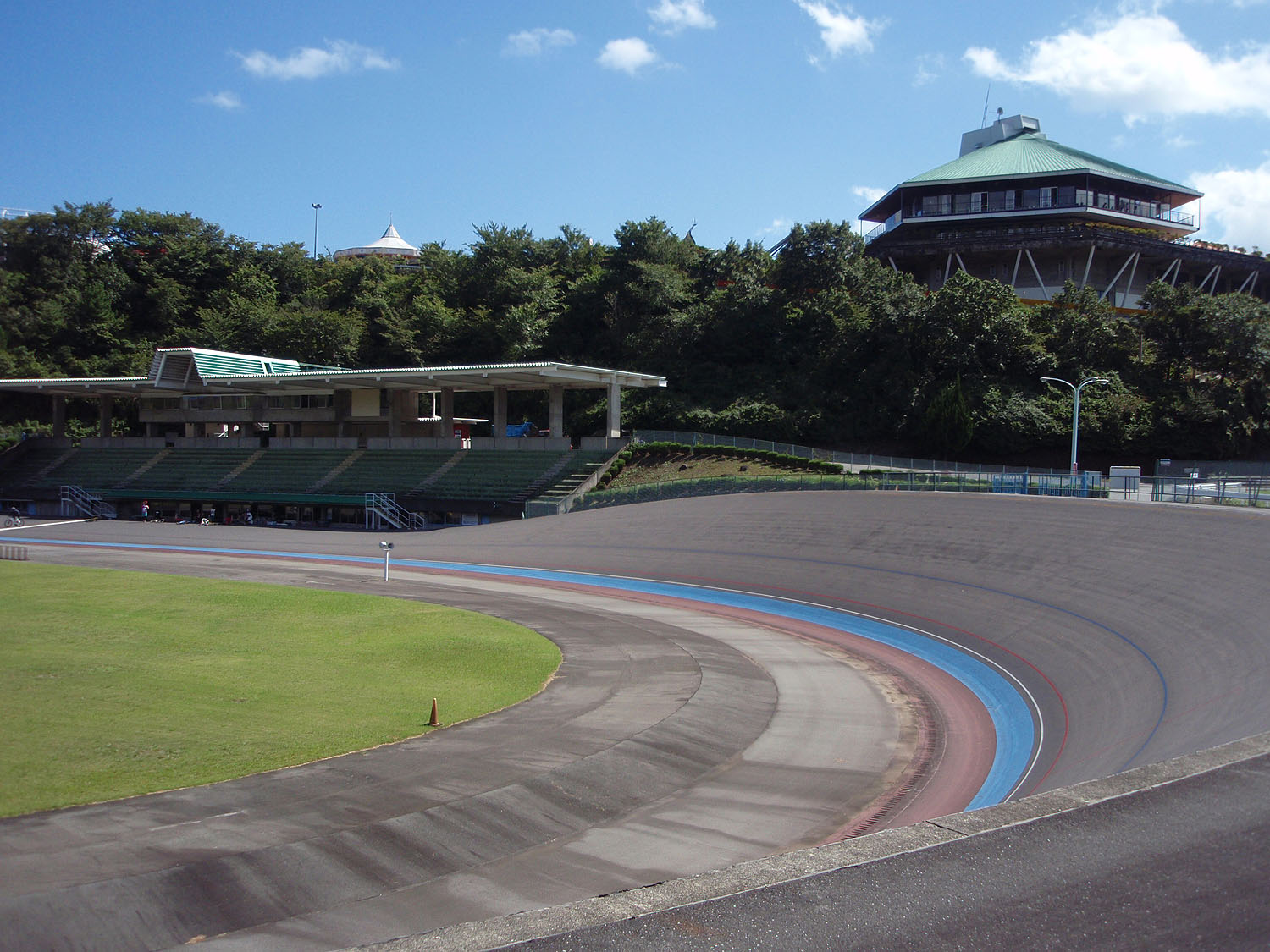
400mピスト
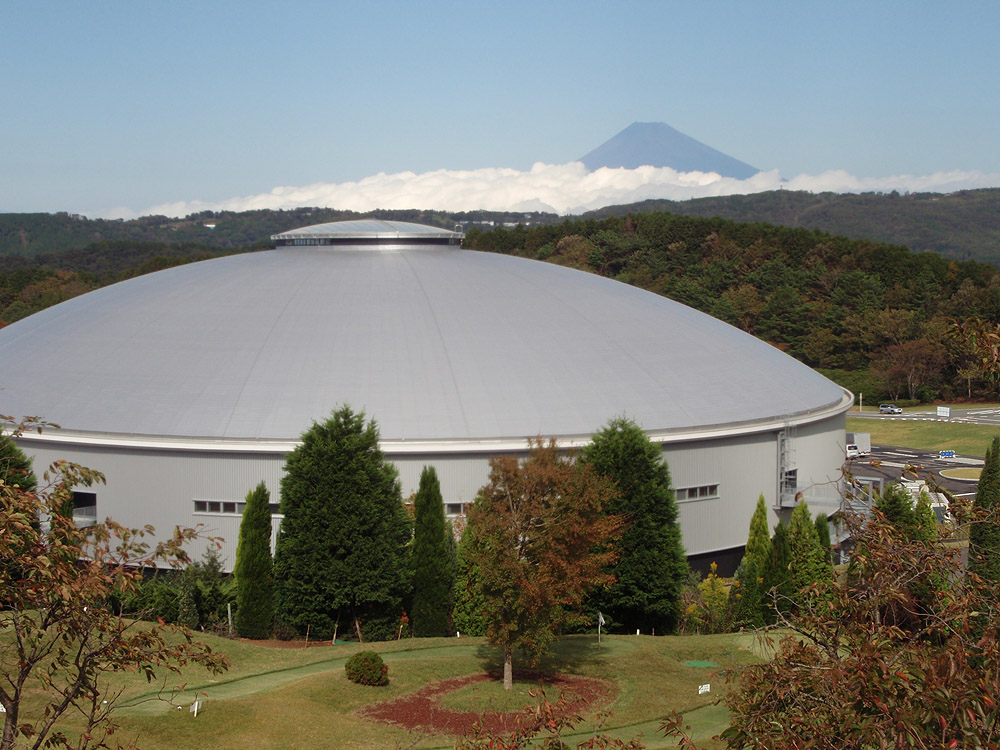
伊豆ベロドロームの建屋